# Kent O’Connor
Kent O’Connor (* 5. März 1987 in Brisbane, Australien) ist ein australisch-kanadischer Fußballspieler.

## Karriere

### Verein
O’Connor begann im Alter von sieben Jahren in Vancouver, British Columbia, der Stadt, aus der seine Familie stammt, in einer europäischen Fußball-Schule mit dem Fußballspielen. Sein erster Verein war der kanadische Amateur-Club Surray United, bevor er 2006 nach Deutschland zum TSV 1860 München wechselte. Nach ein paar Spielen im Jugendbereich und in der zweiten Mannschaft  war er ab 1. Februar 2008 beim FSV Oggersheim, ohne dort ein einziges Mal zum Einsatz zu kommen. Zur Saison 2008/2009 wechselte er dann zu Eintracht Trier. Nach nur einer Saison verließ er Trier in Richtung Dänemark, zum Brabrand IF. Im Mai 2010 absolvierte er dann eine Partie für die Abbotsford Mariners in der USL Premier Development League und im folgenden Juli schloss sich O’Connor dem Regionalligisten SpVgg Weiden an, aber verließ den Verein nach einem halben Jahr wieder Richtung Kanada. Ab September 2011 studierte er an der University of British Columbia Kunst und spielt nebenbei für deren Soccerteam, die Thunderbirds. Weitere Stationen des Abwehrspielers sind nicht mehr bekannt.

### Nationalmannschaft
O’Connor bestritt insgesamt 15 Spiele für die kanadische U-20 Nationalmannschaft. Sein Debüt gab er am 12. April 2006 gegen Norwegen. Er nahm außerdem mit der Auswahl 2007 an der Weltmeisterschaft in seinem Heimatland teil, wo man allerdings nach drei Niederlagen in der Vorrunde früh scheiterte.

## Erfolge
- Rheinlandpokalsieger: 2009